# Bonito de Minas
Bonito de Minas is een gemeente in de Braziliaanse deelstaat Minas Gerais. De gemeente telt 9.315 inwoners (schatting 2009).

## Aangrenzende gemeenten
De gemeente grenst aan Cônego Marinho, Januária, Montalvânia en Cocos (BA).